# Xuthodes lepidus
Xuthodes lepidus là một loài bọ cánh cứng trong họ Cerambycidae.